# 컴퓨터 아트

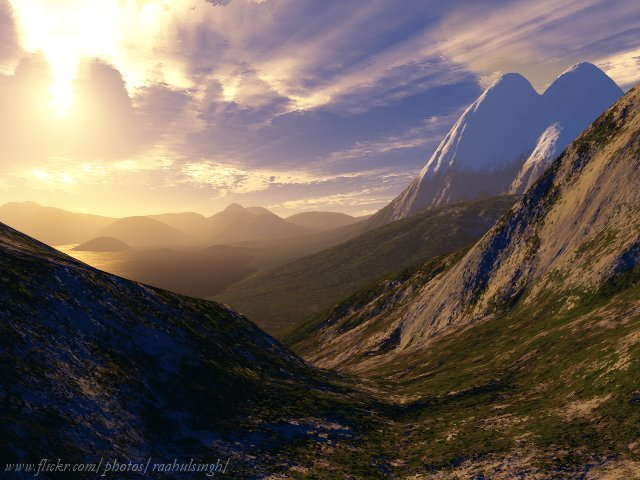
컴퓨터로 만들어진 풍경

컴퓨터 아트(영어: computer art)는 컴퓨터의 기능을 음향, 그래픽, 영상작품 등에 이용하는 예술을 말한다. 1946년 완성된 컴퓨터를 엔지니어들이 프린터에 의한 농담표현이나 타이프 아트를 시도한 이래, 1950년대 중반부터는 확률이나 순열, 조합을 기초로 작문이나 작시도하였다. 1960년대에 이르러 플로터가 보급됨에 따라 미술가들이 그래픽이나 애니메이션에 응용하고, 음극선관을 사용한 화상표시의 보급에 힘입어 채색화면을 보면서 수정, 가필이 가능해져 아날로그적 감성표현이 진행되고 있다.

## 같이 보기
- 3차원 인쇄
- 아스키 아트
- 디지털 아트
- 프랙털 아트
- 넷 아트
- 미디어 아트
- 모드 (비디오 게임)